# Distretto di Câmpulung

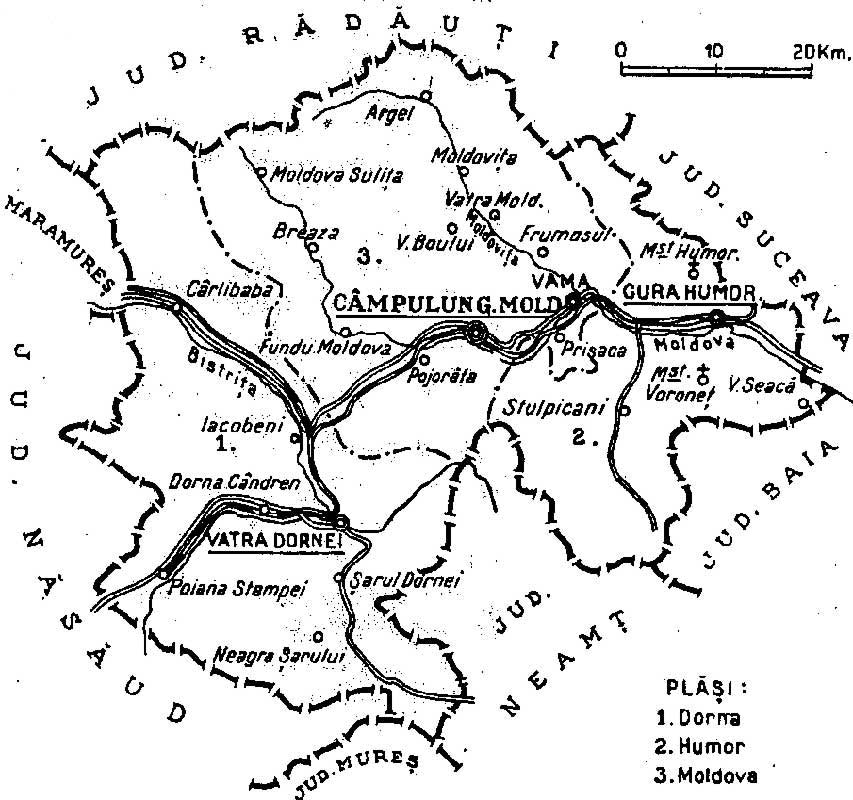
Mappa del distretto di Câmpulung nel 1938

Il distretto di Câmpulung è un distretto storico presente in epoca passata in Bucovina, Romania. Il capoluogo fu Câmpulung Moldovenesc.
Nel 1938, il distretto fu smantellato e incorporato nel distretto di Ținutul Suceava, ma fu ricostituito nel 1940 dopo la caduta del regime di Carlo II e riabolito dopo dieci anni dal regime comunista.

## Geografia
Il distretto di Câmpulung copriva un'area di 2.349 km2 e posto nella Bucovina. Attualmente corrisponde al distretto di Baia all'interno del Distretto di Suceava. Nel periodo interbellico, era vicino al Distretto di Rădăuți a nord, a quello di Suceava a est, di Baia a sud-est, a Neamț e Mureș a sud, e Năsăud a ovest.

## Organizzazione amministrativa
Amministrativamente parlando, il distretto di Câmpulung fu suddiviso in tre plăși:

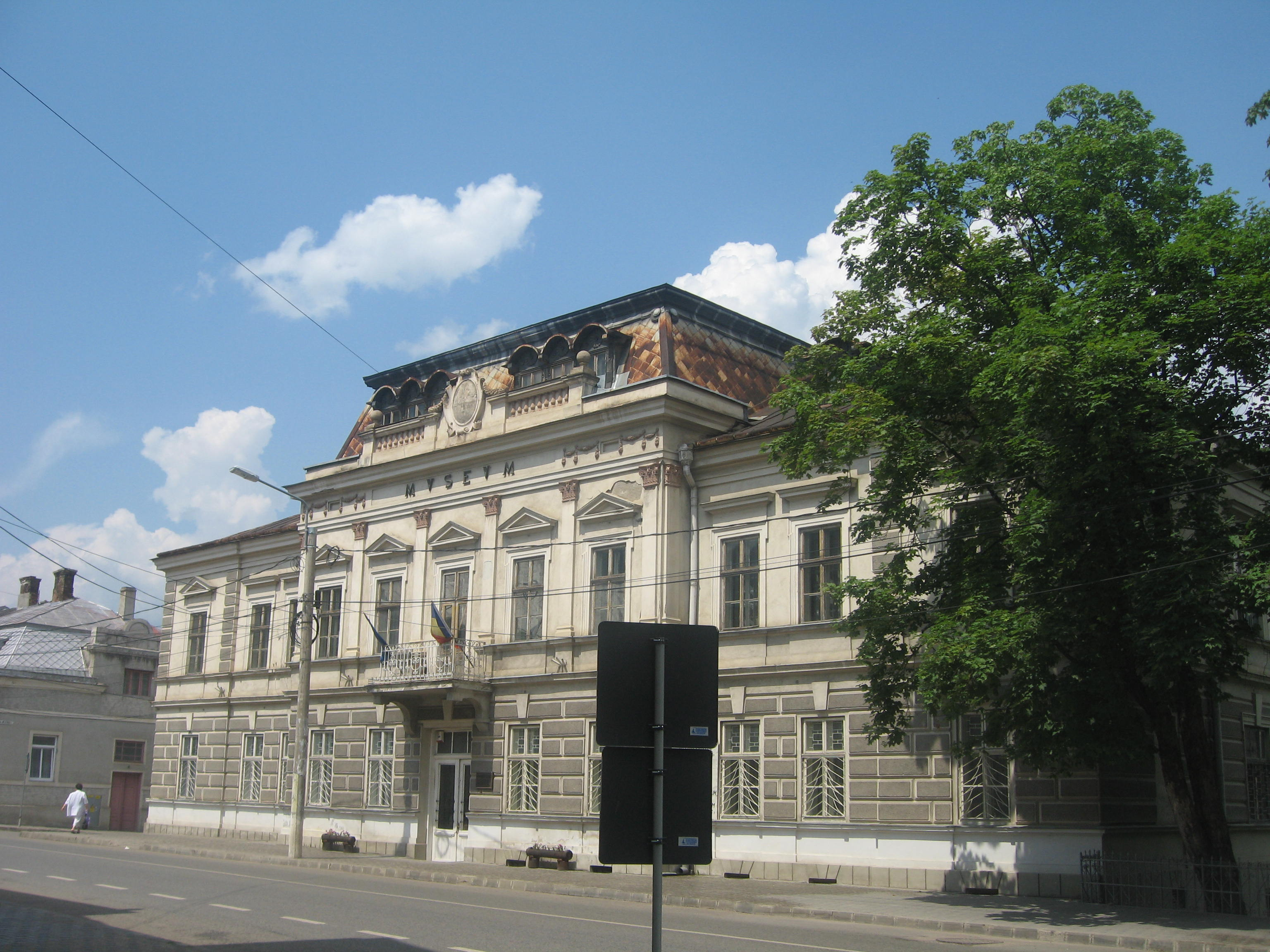
Ex sede Prefettura di Câmpulung ora sede del museo „Arta Lemnului” - museo di "Arte lignea"

1. Plasa Dornei
2. Plasa Humorului
3. Plasa Moldovei